# Kewin Komar
Kewin Komar (* 26. Juli 2003 in Bełchatów) ist ein polnischer Fußballspieler, der als Torwart spielt.

## Karriere

### Vereine
Komar begann seine Karriere bei GKS Bełchatów in der Jugendabteilung, bevor er 2018 in die Erste Mannschaft von GKS Bełchatów befördert wurde. Insgesamt absolvierte er 15 Spiele in der Zeit zwischen 2018 und 2022, wovon er 3-mal ohne Gegentor blieb und 29 Gegentore kassierte.
Im Januar 2022 unterschrieb er einen Vertrag bei seinem neuen Verein Puszcza Niepołomice. Sein Debüt machte er am 22. Mai 2022 in der Fortuna 1 Liga Saison 2021/22 gegen Stomil Olsztyn, dieses Spiel verlor sein Team mit 0:1.
In der Saison 2022/23 kam er in der Fortuna 1 Liga auf 25 Einsätze, er musste 26 Gegentore hinnehmen und blieb 8 Spiele ohne Gegentor. Sein Team beendete die Saison auf dem 5. Platz, wodurch es sich für die Aufstiegsspiele für die Ekstraklasa qualifizierte. Das Halbfinale gegen Wisla Krakau gewann man mit 4:1, wo Komar 2 Vorlagen beisteuerte. Das Finale gewann man gegen Bruk-Bet Termalica Nieciecza in der Verlängerung durch den Siegtreffer von Konrad Stepien zum 3:2 in der 99. Minute. Durch den Sieg im Finale sicherte sich Puszcza Niepołomice bzw. Kewin einen Platz in der Saison 2023/24 der Ekstraklasa.
Am 30. August 2023 geriet Kewin Komar nach seinem Spiel mit einer Gruppe Männer aneinander und wurde am Daumen verletzt. Er wird Monate ausfallen.

### Nationalmannschaft
Komar ist Teil des erweiterten Kaders der polnischen U20-Nationalmannschaft, für die er bisher noch kein Länderspiel bestritten hat.

## Erfolge
Puszcza Niepołomice
- Aufstieg in die Ekstraklasa Saison 2023/24